# Orpheus betovert de dieren met zijn muziek
Orpheus betovert de dieren met zijn muziek is een schilderij van Roelant Savery in de Galerij Prins Willem V in Den Haag.

## Voorstelling
Het stelt een weids en rotsachtig landschap voor met in het midden, onder een boom, Orpheus spelend op zijn lier. In de Griekse mythologie wordt Orpheus voorgesteld als getalenteerd zanger die met zijn lier – een geschenk van Apollo – alle dieren in de natuur, de bomen en zelfs de stenen in beweging bracht. Savery lijkt dit onderwerp te gebruiken als excuus om een groot aantal exotische en ook inheemse diersoorten af te beelden. De van oorsprong Zuid-Nederlandse schilder verbleef zo'n 13 jaar aan het hof van de Heilige Roomse keizer in Praag. Hier bezocht hij de keizerlijke verzameling van levende en opgezette dieren (zoals de dodo), fossielen en zeldzame stenen. Op het schilderij zijn veel van deze dieren te zien, zoals een olifant, verschillende soorten papegaaien, leeuwen, een struisvogel, een kasuaris, een kroonkraan en een dodo. Daarnaast zijn enkele zeldzame planten afgebeeld, waaronder de destijds zeer kostbare tulp.

## Toeschrijving en datering
Het werk is middenonder gesigneerd en gedateerd ‘ROELANDT / SAVERY FE / 1627’. Het jaartal 1627 werd in het verleden ook gezien als 1617.

## Herkomst

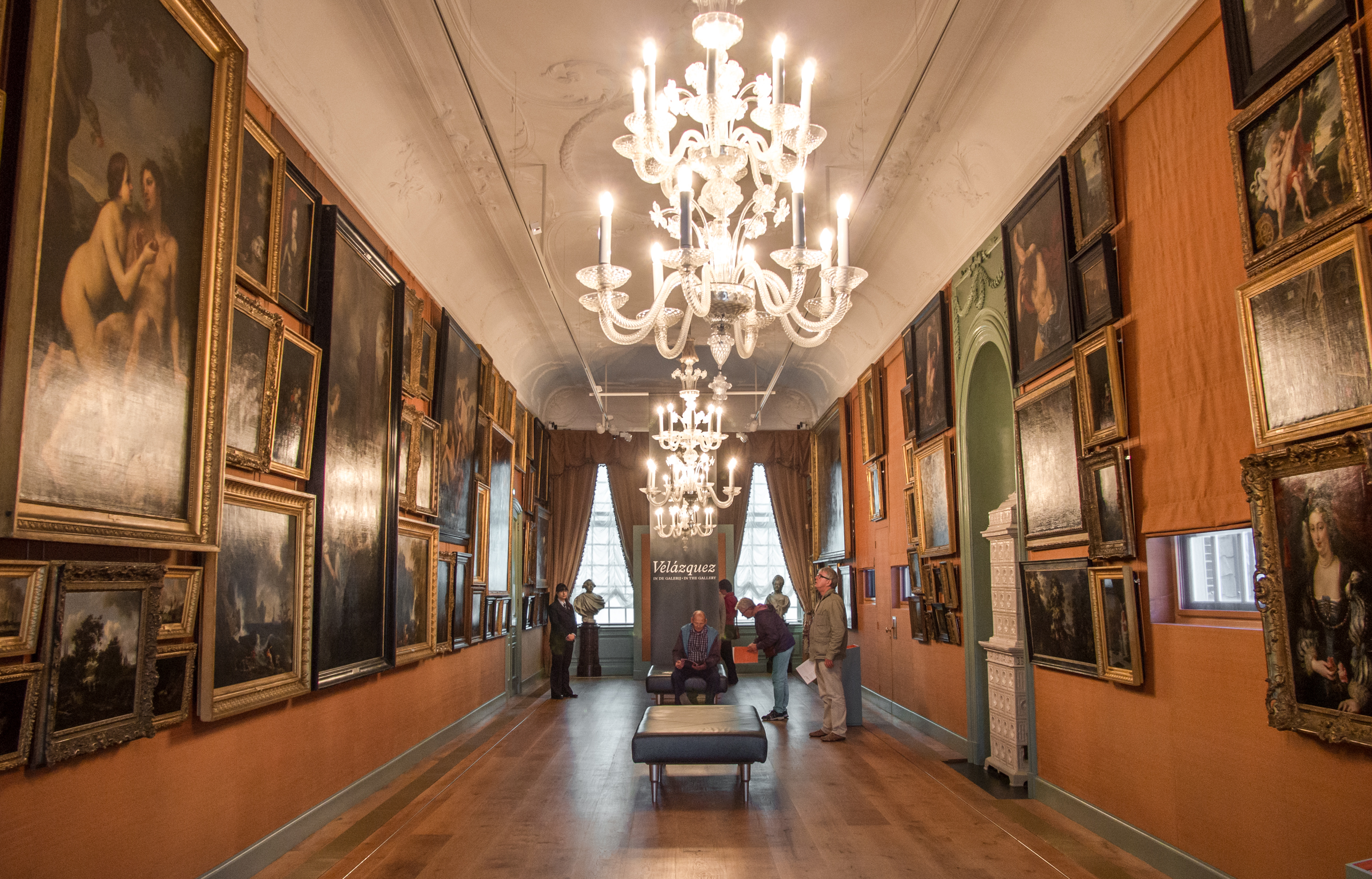
De Galerij Prins Willem V in 2015 met rechts Orpheus betovert de dieren met zijn muziek

Het werk is afkomstig uit de verzameling van de stadhouderlijke familie. In 1632 wordt het vermeld in de inventaris van het stadhouderlijk kwartier ‘Op de galderije van Mevrou de princesse’ (Amalia van Solms) als ‘Een Orpheus van diversche beesten ende bosschagien door Savory’. Later wordt het vermeld onder de bezittingen van Amalia in het Oude Hof (tegenwoordig Paleis Noordeinde). Amalia liet het werk na haar dood in 1675 na aan haar dochter Henriëtte Catharina van Nassau, die het werk liet overbrengen naar Slot Oranienstein in Duitsland. In haar testament komt het voor in het 1e kavel bestemd voor haar dochter Henriëtte Amalia van Anhalt-Dessau als ‘No. 23 Orpheus v. Savery ... = 400 Thaler’. Bij het overlijden van Henriëtte Amalia in 1726 bevond het zich ‘In der groszen gallerij’ als ‘Orpheus die thiere zusahmen spielende, ein extra von Saverey ... 350 [reichsthaler]’. In de invenatris van Slot Oranienstein uit 1771 ontbreekt het echter. In 1775 werd het door Willem V van Oranje-Nassau, de achterkleinzoon van Henriëtte Amalia, vanuit Slot Oranienstein overgebracht naar Den Haag. In Den Haag werd het ondergebracht in het Vorstelijk Kabinet van Schilderijen (tegenwoordig Galerij Prins Willem V). In 1795 werd het werk genationaliseerd en door de Fransen overgebracht naar het Musée Napoléon (nu Musée du Louvre). In november 1815 werd het werk weer teruggebracht en ondergebracht in hetzelfde Vorstelijk Kabinet. In 1822 werd dit kabinet naar het Mauritshuis overgebracht. Nadat in 1977 de Galerij Prins Willem V heropend werd, werd het werk samen met andere stukken uit de stadhouderlijke verzameling hierin ondergebracht.